# Grécourt
Grécourt är en kommun i departementet Somme i regionen Hauts-de-France i norra Frankrike. Kommunen ligger i kantonen Nesle som tillhör arrondissementet Péronne. År 2015 hade Grécourt 20 invånare.

## Befolkningsutveckling
Antalet invånare i kommunen Grécourt
| Referens: INSEE |